# Четврти сапутник
„Четврти сапутник” је југословенски филм из 1967. године. Режирао га је Бранко Бауер а сценарио су написали Бранко Бауер, Славко Голдстеин и Богдан Јовановић.

## Улоге
| Глумац             | Улога |
| ------------------ | ----- |
| Ервина Драгман     |       |
| Илија Џувалековски |       |
| Рената Фреискорн   |       |
| Емил Глад          |       |
| Михајло Костић     |       |
| Јосип Мароти       |       |
| Мира Жупан         |       |